# Nanheng Shan
Nanheng Shan (chinesisch 南横山) ist ein 119 m hoher Hügel an der Ingrid-Christensen-Küste des ostantarktischen Prinzessin-Elisabeth-Lands. In den Larsemann Hills ragt er im Zentrum der Halbinsel Feicui Bandao auf. Südlich des Hügels liegen zwei kleine Seen, der Shouping Hu und der Tassie Tarn.
Chinesische Wissenschaftler benannten ihn 1993 im Zuge von Vermessungs- und Kartierungsarbeiten.